# Christliche Polizei Vereinigung (Österreich)

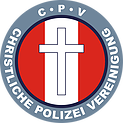
Logo der CPV Österreich

Die Christliche Polizei-Vereinigung Österreich (CPV Österreich) ist ein überkonfessioneller Hilfsverein und umfasst Bedienstete aller Polizeieinheiten des gesamten Bundesgebietes. Er hat seinen Sitz in Wien.

## Auftrag und Ziel
Die CPV Österreich möchte
- Bedienstete aller Polizeieinheiten in ihrem christlichen Glauben fördern und bestärken;
- die Berufsethik in der Polizei im Sinne christlicher Nächstenliebe festigen;
- Unterstützung für in Not geratener Kolleginnen/Kollegen und ihrer Angehörigen anbieten;
- Verbindungen zu Institutionen mit gleichen Grundwerten und ähnlichen Zielsetzungen pflegen;
- Maßnahmen zum Schutz der Menschenrechte, zur Konfliktbewältigung und Friedenserhaltung fördern;
- Beziehungen im Sinne der christlichen Grundwerte verbessern.

## Mitgliedschaft
Die CPV ist Mitglied in der International Christian Police Fellowship (ICPF), dem internationale Dachverband der nationalen Christlichen Polizeiorganisationen. Im deutschsprachigen Raum arbeitet sie eng mit der Christlichen Polizeivereinigung Deutschland und Schweiz zusammen.

## Publikationen
Im Jahr 2018 erschien das Buch „Hautnah – Mit Gott bei der Polizei“. Der Polizeiberuf stellt hohe Anforderungen an die körperliche und geistige Leistungsfähigkeit sowie an die seelische Belastbarkeit. In diesem Buch berichten Polizisten aus Deutschland, Österreich und der Schweiz über belastende Einsätze und darüber, wie ihnen der christliche Glaube dafür Kraft und Mut schenkt. In einem Beitrag etwa schreibt ein Polizist, wie er nach dem Amoklauf von Winnenden von Kollegen nach dem Glauben gefragt wurde. „Sie lassen die Leser gewissermaßen in ihr Herz hineinschauen“, schreibt der Verlag. „Es sind nicht die spektakulären Geschichten, die es auszeichnen, sondern die vielen kleinen Erlebnisse, in denen die christlichen Beamten ganz individuell Bewahrung erlebt haben; die Erzählungen, wie sie belastende Einsätze ertragen und mit Leid umgehen; wie sie nach einem Amoklauf die Frage von Kollegen beantworten, was sie trägt.“, schreibt eine Rezensentin. Dieses Buch der Christlichen Polizeivereinigung Österreich ist in Zusammenarbeit mit der CPV Deutschland und der CPV Schweiz erschienen und aufgrund der Nachfrage bereits in der 2. Auflage aufgelegt worden.
Wegen der positiven Resonanz wurde nach Auskunft des Verlages 2020 ein weiteres Buch mit Erlebnisberichten von christlichen Polizisten mit dem Titel „Hautnah 2 - Mit Gott bei der Polizei“ herausgegeben.
Seit 2019 geben die Christliche Polizei Vereinigung Österreich und die CPV Deutschland in Kooperation mit der Christliche Verlagsgesellschaft Dillenburg jährlich den Wandkalender „Mit Gott bei der Polizei“ heraus, der über den Buchhandel angeboten wird.  Laut Veröffentlichung des Vereines soll der Kalender interessierten Bürgern helfen, „Position zu beziehen: wir stehen hinter unserer Polizei!“ Er enthält Fotos aus dem Polizeialltag mit Bibelversen.
Im Frühjahr 2022 erschien das Buch Unter die Haut. Umgang mit Extremsituationen bei Polizei und Feuerwehr, welches sich an Polizeibeamte und Feuerwehrleute richtet. In diesem Buch berichten Einsatzkräfte von Polizei und Feuerwehr aus ihrem Berufsalltag. Gemeinsam mit einer erfahrenen Psychotherapeutin und einem langjährigen Polizeiseelsorger wollen sie den professionellen Umgang mit Extremereignissen von verschiedenen Seiten betrachten, für das Thema sensibilisieren und Möglichkeiten des Umgangs damit aufzeigen. Der bayerischer Staatsminister des Innern Joachim Herrmann schreibt in seinem Grußwort: „Ich wünsche mir, dass das neue Buch auch über Polizei und Feuerwehrkreise hinaus für das Thema ‚Umgang mit Extremsituationen‘ sensibilisiert.“ „Ich danke (...) allen, die uns an ihren Erfahrungen teilhaben lassen, und wünsche eine große Zahl interessierter Leser und Leserinnen.“ schreibt Polizeipräsident Roman Fertinger, Mittelfranken, in einem weiteren Grußwort. In einer Rezension heißt es: „Ihre Berichte sind nichts für schwache Nerven. Aber genau deshalb handelt das Buch auch glaubwürdig davon, was bei der Bewältigung solcher Erlebnisse wirklich helfen kann. Es ist eine Einladung, diese Hilfe auch anzunehmen.“ Das Buch wird auch von der Gewerkschaft der Polizei empfohlen.
2023 wurde in der 6. Auflage (25.000 Exemplare) die überarbeitete sogenannte „Polizeibibel“ der Öffentlichkeit vorgestellt, nachdem bereits 60.000 Exemplare in den vorherigen Auflagen gedruckt und in der Polizeiliteratur durchweg positiv rezensiert wurden. Erstmalig wurde das Buch zusammen mit der CPV Schweiz und Österreich herausgegeben. „Das von der Christlichen Polizeivereinigung herausgegebene „Neue Testament für Polizeiangehörige“ ist eine Erfolgsgeschichte. Das macht schon die große Nachfrage deutlich (...). Sie zeigt, dass uns dieses ganz und gar außergewöhnliche Buch auch heute noch viel zu sagen hat.“, schreibt Bundesminister des Innern a. D. Dr. Thomas de Maizière. „Es war eine ausgezeichnete Idee der Christlichen Polizeivereinigung e. V., eine eigene Bibel herauszugeben. Denn wir dürfen nie vergessen, dass der Polizeidienst Dienst am Menschen durch Menschen ist. Von seiner ganzen Ausrichtung her erfüllt er wesentliche christliche Grundanliegen wie Schutz und Hilfe für Schwache, Beistand für Opfer von Gewalttaten oder Sorge für Gerechtigkeit. Das Wort Gottes gibt echte „innere Sicherheit“.“  lobt Bayerns Innenminister Joachim Herrmann im Vorwort. Die Polizeibibel enthält neben gut verständlichen Texten des Neuen Testaments sowie der Psalmen bewegende Erlebnisse und Erfahrungsberichte von Polizeibeamten aus dem deutschsprachigen Raum. Zudem finden sich darin Informationen für Todesbenachrichtigungen sowie eine „komprimierte Darstellung biblisch-ethischer Werte“. Abgerundet wird das Buch durch einen Überblick über die Aufgaben der Polizeiseelsorge und das wichtige Thema Posttraumatische Belastungsreaktion. Für die 6. Auflage wurden die Begleittexte vollständig überarbeitet. Der Verein will hiermit für physisch und/oder psychisch besonders belastende Einsätze wichtige Hilfen anbieten. Dazu zählen Stress- und Ursachenerkennung, Prävention, die Motivation zu einer gesunden Lebensführung und letztlich therapeutisch-seelsorgerliche Unterstützung.